# 파이널 판타지 XIV
《파이널 판타지 XIV》(FINAL FANTASY XIV, 약칭：FFXIV, FF14)는 스퀘어 에닉스가 개발한 파이널 판타지 시리즈의 넘버링 타이틀 제 14번 작품이며, FF11이후 2번째 온라인 게임 MMORPG 작품이다. PC판(Windows판)판이 오리지널인 것으로는 최초이다.
일본에서는 윈도우용으로 2010년 9월 30일에 발표되었지만 서비스 개시 초기의 반응이 나빠서 2010년 12월 31일 서비스 전면 리뉴얼을 위해 기존 서비스를 종료하였다. 구 버전의 『FFXIV』의 개량과 새로운 그래픽스 엔진과 서버를 사용한 『파이널 판타지 XIV：신생 에오르제아』(신생 FFXIV)의 개발이 이루어졌고 2012년 말에 서비스 개시 예정이었으나 오픈 환경 테스트 및 스케줄 자체가 늦어졌으며, 이후 2012년 말의 알파 테스트, 2013년 봄의 베타 테스트 페이즈 1 및 2를 실시했다.
2013년 5월 24일, 신생 FFXIV의 발표일 및 서비스 개시일이 2013년 8월 27일이라고 공식 발표함과 동시에 예약 판매를 개시했다.
플레이스테이션 3판은 당초 2011년 3월 초순 발매 예정이었지만, 구 버전의 발매가 중지되어 『신생 FFXIV』부터 대응하게 되었기에 2013년 8월 27일에 PC판과 동시 발매하게 되었다. 2013년의 일렉트로닉 엔터테인먼트 엑스포에서 플레이스테이션 4 판이 개발 중임을 발표했고, 2014년 2월 22일 발매되었다.
홍련의 해방자 확장팩이 출시되면서, 플레이스테이션 3에 대한 지원은 종료되었다.
한국에서는 액토즈소프트의 유통으로 2015년 9월 1일 상용화되었다. 한국 서비스는 액토즈소프트가 하고 있다.
운영자들이 업데이트를 안내하는 비정기 프로그램인 래터라이브를 실시간으로 방송하기도 한다.

## 개요

### 구 버전
권장 성능으로 발표 당시의 하이엔드 PC급을 요구했고 발표에 앞서 벤치마크 소프트인 『FINAL FANTASY XIV OFFICIAL BENCHMARK』가 공개되었다. PC 메이커 각 회사에서 FF14 권장 PC가 발매되었으며 PC상점에서 하이엔드 그래픽 보드가 엄청나게 팔렸다 「FF14 특수」라고 할 정도였다.
그러나 실제 정식 서비스가 시작된 이후 유저 인터 페이스의 구조 문제, 무수한 치명적인 버그, 시스템 상, 혹은 사양에 있어서의 결함, 기본 시스템(메일 시스템 등의 인프라)의 결여, 콘텐츠의 부족, 게임 밸런스 문제 등 MMO 게임으로서의 기본적인 시스템 문제가 불만에 가득찬 유저들에 의해 밝혀졌고, 그 불만점은 베타 테스트 시절부터 보고되었음에도 실제 정식 서비스까지 개선되지 않았다. 이 때문에 무료 기간을 연장하는 등 조치를 취했어도 불만의 목소리는 사그라들지 않았으며 결국 공식 사이트에 스퀘어 에닉스 사장인 와다 요우이치(和田洋一)가 「고객 분들로부터 파이널 판타지로서 기대를 해주신 수준에 미달했던 점을 깊이 반성하면서 진심 어린 사죄를 드립니다」라는 사죄문과 프로듀서의 경질도 포함한 개발 체제의 대폭적인 쇄신을 시작하였고, 당분간 월 요금을 무료로 계속하며 플레이스테이션 3 판의 발매 연장을 발표하기에 이르렀다. 그 후, 개발을 근본부터 고쳐 『신생 FF14』로 이동 계획이 발표되었으며, 이에 따라 구 버전 패키지는 겨우 서비스 개시 2년 만에 종료를 맞았다.
그러나 신생 FF14의 개발이 늦어져서 구 버전의 정식 서비스 종료 후인 11월 21일부터 구 버전 FF14의 서버를 다시 가동시켜 12월 31일에 다시 종료했다. 신생 FF14로 이어지는 플레이어의 데이터는 2012년 11월 1일에 실시된 「캐릭터 데이터 최후 세이브 점검」 시점까지라고 고지되었으며, 연장 가동 때의 플레이는 반영되지 않는다.
신생 판으로의 이행은 게임 내부에서는 「에오르제아의 격변」(「제 7영재(霊災)」와 「메테오 계획」)이라는 스토리의 일환으로 취급되어, 신생 후에 새로운 스토리(제 7성력 시대)로의 완전 이동을 하게 되었다. 이에 따라서 구 버전 이벤트는 플레이 불가능하게 되었다. 공식 사이트에서는 구 버전의 엔딩에 상응하는 제 7영재의 결말을 그린 6분간의 영상 「시대의 종언」이 공개되었다.
또한, 개발 팀의 스태프들이 내부 용어로 구 버전 패키지를 『신생판』과 구별할 때에 『근성판 FF14』이라고 부르고 있다. 유래는 「개발을 근성으로라도 하지 않으면 안되기 때문에」. 어디까지나 비공식 회사 내부 말이지만, 일부 게임계 미디어에서도 구 버전 서비스 종료 후에 『현행판』이라는 말 대신 『근성판』으로 기제하는 기사도 있었다.

### 파이널 판타지 XIV：신생 에오르제아
『파이널 판타지 XIV：신생 에오르제아』(FINAL FANTASY XIV : A REALM REBORN, 약칭 : 신생, ARR)
2013년 2월 중순부터 6~7월 경까지 신생판 베타 테스트를 실시 예정. 

발표 당초의 로드맵에는 2012년 10월에 신생 클라이언트 배포를 시작해 구 버전의 종료 후 1개월 반 정도인 11월 중순부터 신생판이 서비스될 예정이었으나 실제로는 개발이 늦어져서 구 버전 종료한 후에 신생 FF14 개시까지 긴 공백기간이 발생하고 말았다.
UI(유저 인터페이스)의 변화, 전투 시스템 대폭 변경(「크로스 핫 바」라는 게임 패드 전용 조작 인터페이스 시스템과 『구 FFXIV』의 배틀 구조를 개선한 연대 시스템 「리미트 브레이크」등）, 모든 맵 변경(심리스 맵을 철폐하고 ‘파이널 판타지 XI’과 같은 에리어 단위로 맵을 구별하는 방식으로 되었으며, 각 에리어는 구조나 지형 등이 전혀 다른 것으로 변화한다) 등, 구 FINAL FANTASY XIV과는 전혀 다른 게임으로 변한다. 모든 맵의 변경점과 영상 「시대의 종언」의 연출과 관련 있는 장소가 공개되었다.
묘화 엔진을 시작으로 개발용 엔진을 쇄신했으며, Crystal Tools에도 ‘Luminous Studio’도 아닌 전용 엔진을 개발했다. 여기에는 하시모토 요시히사(橋本善久)를 시작으로 Luminous Studio의 개발 팀의 다수도 이 엔진 개발에 투입되었다고 한다.
구 버전 파이널 판타지 XIV에서 육성시킨 캐릭터에 관해서는 계승 전용 서버에서 계속 이용 가능하다. 계승한 캐릭터는 얼마 동안은 신설된 게임 서버로 이동시킬 수 없다.
신규 캐릭터를 제작하는 경우에는 계승 전용 게임 서버를 포함해 자유로 만들 수 있으며 제약도 없다. 구 버전 파이널 판타지 XIV의 플레이어가 신설된 게임 서버에 플레이하는 경우 캐릭터를 새롭게 작성해야 한다.

### 파이널 판타지 XIV: 창천의 이슈가르드
『파이널 판타지 XIV：창천의 이슈가르드』(FINAL FANTASY XIV : HEAVENSWARD, 약칭 : 창천, HW)
글로벌 서버에서는 2015년 6월 23일에, 한국 서버에서는 2016년 6월 14일에 패치된 대규모 업데이트. 이때부터 버전 넘버링이 3.x로 변한다.
가장 큰 변화점으로는 최대 레벨이 확장되었고(50→60), 신규 종족으로 아우라가 추가되었으며, 신규 직업으로 암흑기사, 점성술사, 기공사가 추가되고 이슈가르드와 그 주변 지역이 신규 지역으로 오픈되었다.

### 파이널 판타지 XIV: 홍련의 해방자
『파이널 판타지 XIV：홍련의 해방자』(FINAL FANTASY XIV : STORMBLOOD, 약칭 : 홍련, SB)
2016년 10월 14일에 라스베가스에서 열린 파이널 판타지 팬 페스티벌에서 발표된 대규모 업데이트. 2017년 6월 20일 발매됨. 한국 서버는 2017년 12월 19일에 업데이트되었다.
최대 레벨이 70으로 확장되고 알라미고 지역, 도마 지역이 열리며 사무라이와 적마도사가 추가되었다.

### 파이널 판타지 XIV: 칠흑의 반역자
『파이널 판타지 XIV：칠흑의 반역자』(FINAL FANTASY XIV : SHADOWBRINGERS, 약칭 : 칠흑, SH)
2018년 11월 16일에 라스베가스에서 열린 파이널 판타지 팬 페스티벌에서 발표된 대규모 업데이트. 2019년 7월 2일 발매. 한국 서버는 2019년 12월 3일에 발매했다.
최대 레벨이 80으로 확장되고 노르브란드가 열리며 건브레이커와 무도가가 추가되었다.

## 스태프
파이널 판타지 XIV는 파이널 판타지 XI의 메인 프로듀서였던 타나카 히로미치가 총괄이었으나, 2010년에 경질됨으로써, 요시다 나오키가 메인 프로듀서를 하고있다. 디렉터에 코모토 노부아키(파이널 판타지 FFIX, 파이널 판타지 XI), 아트디렉터 요시다 아키히코(베이그란트 스토리, 파이널 판타지 FFXII)가 게임의 제작에 참여하고 있다. 또한 사운드에는 파이널 판타지 시리즈의 음악을 담당해 오던 우에마츠 노부오가 다시 한 번 참여했으며, 파이널 판타지 시리즈와 독수리 5형제로 알려진 아마노 요시타카가 패키지 일러스트와 게임 내 이미지를 담당했다.

## 연혁
- 2009년
  - 6월 3일에 미국에서 개최된 「일렉트로닉 엔터테인먼트 엑스포 2009」에서 FF14를 2010년에 발표할거라 발표. 같은 날에는 티저 사이트 개설(이제까지 「랩쳐」라고 불린 차세대 MMORPG가 FF14임이 판명)
- 2010년
  - 6월 16일에는 벤치마크 소프트인 『FINAL FANTASY XIV OFFICIAL BENCHMARK』가 공개.
  - 9월 22일에 선행 로그인 가능한 『파이널 판타지 XIV 콜렉터즈 에디션』이 발매.
  - 9월 30일에 정식 서비스 개시
  - 10월 15일과 11월 15일의 2회에 걸쳐 패키지에 동봉된 30일 과금 무료 기간을 30일 더 연장[13][14].
  - 12월 10일에 사장의 사죄와 개발 체제의 대폭적인 쇄신을 발표, 당분간 무료화 발표[3].
  - 12년 28일, 미국 게임 정보 사이트 「GameTrailers」에서 개최한 「Game of the Year Awards 2010」의 「Most Disappointing Game(가장 기대에 어긋났던 게임)」 부문에서 FF14가 대상 선출[15].
- 2011년
  - 공식 포럼이 개설.
  - 2011년 도호쿠 지방 태평양 해역 지진 때문에 전력 부족의 영향으로 3월 13일부터 25일까지 서비스 중단.
  - 10월 14일에 공식 사이트에서 「파이널 판타지 XIV의 미래에 관해」라는 제목으로 『신생 파이널 판타지 XIV』의 개요와 이후의 개발 로드 맵을 발표[16].
- 2012년
  - 1월 6일부로 서비스 개시 이후 최초 과금 개시
  - 3월 27일에 서버를 지금까지의 18월드에서 10 월드로 통합 합병.
  - 7월 27일에 지금까지의 『신생 FF XIV』로 불려왔던 리뉴얼 버전의 정식 명칭을 『파이널 판타지 XIV：신생 에오르제아』(FINAL FANTASY XIV: A Realm Reborn)라는 새로운 타이틀 로고를 발표하면서 공식 사이트에 개설[17].
  - 11월 1일에 캐릭터 데이터 최종 세이브 점검(이후의 플레이는 『신생』으로 데이터가 이어지지 않음)을 실시, 그 이후로 높은 레벨 몬스터가 대량으로 마을을 침공해오는 등 피날레를 향한 특수 이벤트 실시[18].
  - 11년 11일 17:00에 구 버전의 월드 다운.
  - 11월 21일부터 구 버전 FF14의 월드를 잠정 재기동시키고 2012년 12월 31일 정식 서비스를 일단 종료.
  - 12월 27일 신생 알파 테스트 종료
  - 12월 31일 구 버전 서버 종료

- 2013년
  - 1월 7일 신생 클로즈드 베타 신청 접수 시작
  - 2월 25일 『신생 파이널 판타지 XIV』 베타 테스트 페이즈 1이 스타트(베타 테스트 페이즈 1 ～ 페이즈 3은 클로즈드 테스트)
  - 4월 5일 신생 베타 페이즈 2 시작
  - 4월 27일 및 28일에 개최된 니코니코 초회의2에서 베타 테스트 페이즈 3(플레이스테이션 3판을 포함한 첫 테스트)가 6월 초 개시 예정임을 발표.
  - 5월 24일 『신생 파이널 판타지 XIV』Windows PC판 및 플레이스테이션 3판의 발매예정일 및 서비스 개시 예정일을 8월 27일로 발표, 예약 판매 접수 개시.
  - 6월 14일 신생 베타 페이즈 3 시작
  - 7월 15일 신생 베타 페이즈 3 및 클로즈드 베타 종료.
  - 8월경 오픈베타 및 얼리 엑세스 예정
  - 8월 27일 『신생 파이널 판타지 XIV』 정식 서비스 시작.

- 2014년
  - 4월 22일 플레이스테이션 4판 발매

- 2015년
  - 6월 23일 창천의 이슈가르드(3.0) 발매
  - 8월 14일 한국서버 신생 파이널판타지 XIV 오픈베타 시작.
  - 9월 1일 한국서버 PC판 상용화

- 2016년
  - 6월 14일 한국서버 3.0발매
- 2017년
  - 6월 20일 홍련의 해방자(4.0) 발매
  - 12월 19일 한국서버 4.0 발매
- 2019년
  - 7월 2일 칠흑의 반역자(5.0) 발매
  - 12월 3일 한국서버 5.0 발매

## 최소 사양

### Windows PC 판
- OS Windows® 7/8.1/10 64bit (5.0부터 32비트 미지원)
- CPU Intel® Core™i5 2.4GHz 이상
- 주 메모리 3GB　(64bitOS의 경우는 4GB 권장)
- 빈 용량 60GB 이상
- 그래픽 카드 NVIDIA® Geforce® GTX750 또는 AMD Radeon™ R7 260X 이상
- 화면 해상도 1280x720
- 사운드 카드 DirectSound　대응 사운드 카드(DirectX 9.0c 이상)
- DirectX 9.0c 이상

### 플레이스테이션 4 판
- 빈 용량 60GB 이상
- 무선 콘트롤러 필수
- 키보드, 마우스는 필수는 아님(문자 입력에만 대응)
- PlayStationNetwork 필수

### MacOS 판
- OS macOS Sierra 10.12.4 이상
- 화면 해상도 1600x900
- 빈 용량 60GB 이상
- 자세한 요구 사양은 아래 링크 참고

FINAL FANTASY XIV Product Page (영어)

## 시스템

### 아머리 시스템
무기를 변경하는 것만으로 클래스 변경 가능한 시스템.
- 투사
  - 검술사
  - 격투사
  - 도끼술사
  - 창술사
  - 궁술사
  - 쌍검사 (2.4 패치 이후)
- 마법사
  - 환술사
  - 주술사
  - 비술사(『신생 FFXIV부터』)
- 채집자
  - 광부
  - 원예사
  - 어부
- 제작자
  - 목수
  - 대장장이
  - 갑주제작가
  - 보석공예가
  - 가죽공예가
  - 재봉사
  - 연금술사
  - 요리사

### 직업 시스템
전투직의 각 클래스로 특정 조건을 만족하면 보다 능력이 특화된 「잡(직업)」으로 잡 체인지 가능한 시스템.
- 나이트
- 전사
- 몽크
- 용기사
- 음유시인
- 백마도사
- 흑마도사
- 소환사(『신생 FFXIV』부터)
- 학자 (『신생 FFXIV』부터)
- 닌자 (2.4 패치 이후)
- 암흑기사 (3.0 패치 이후) [레벨 50 달성 후 가능/ 시작레벨 30]
- 기공사 (3.0 패치 이후) [레벨 50 달성 후 가능/ 시작레벨 30]
- 점성술사 (3.0 패치 이후) [레벨 50 달성 후 가능/ 시작레벨 30]
- 사무라이 (4.0 패치 이후) [레벨 60 달성 후 가능/ 시작레벨 50]
- 적마도사 (4.0 패치 이후) [레벨 60 달성 후 가능/ 시작레벨 50]
- 건브레이커 (5.0 패치 이후) [레벨 70 달성 후 가능/ 시작레벨 60]
- 무도가 (5.0 패치 이후) [레벨 70 달성 후 가능/ 시작레벨 60]

## 돌발 임무(FATE)
Fully Active Time Events. 유저가 해당 이벤트가 시작된 지점에 접근하는 것으로 자동 참가되는 이벤트로 이벤트 참가시 퀘스트 리스트에 완료 목표가 자동 표시됨. 리프트의 다이너믹 이벤트와 비슷한 형태. 다수의 저레벨 몬스터를 사냥하거나 필드 보스와 싸우는 내용이 주가 되며 각 참여자는 FATE 종료시 전투에 기여한 수준에 따라 상응하는 보상을 받는다. 따라서 고레벨의 일방적인 학살을 예방할 목적으로 레벨 조율 시스템이 도입되어 있어 고레벨의 경우 레벨 조율을 하지 않으면 FATE 대상과의 전투 및 상호작용이 일체 불가능하다.

## 토벌 수첩
각 클래스별로 1단계에서 5단계에 일러 특정 대상의 몬스터를 쓰러트려 각 항목을 완성시키는 구조로 되어있다.
항목마다 추가적인 경험치 획득이 가능하기 때문에 부클래스를 육성하기에 안성맞춤이다.
토벌 수첩 모든 항목을 완성시킨 후 그리다니아 구시가지 아프칼루 폭포 근처에 위치한 NPC 조나서스에게 업적 보상을 획득할 수 있다.
총사령부별 토벌수첩을 통해 승급 조건을 만족시킬 수 있으며, 군표를 얻을 수도 있다.

## 마테리아
일부 장비에 장착해 능력치를 올려주는 보석, 마테리아 장착은 최대 5개까지 가능하다. 장비가 원래 가지고 있는 마테리아 슬롯 (무기/방어구는 일반적으로 2개, 허리띠/장신구는 일반적으로 1개) 이상부터는 금단의 마테리아 장착이라 부른다.
크게 전투 계열과 비전투 계열 마테리아로 구분한다. 전투 계열로는 야망, 무략, 심안, 신앙, 정신력, 지능, 민첩성, 활력, 힘, 시전, 신속, 비전투 계열로는 거장, 명인, 장인, 기량, 박식, 달견, 강유가 있다. (5.0 업데이트 이후로 정신력, 지능, 민첩성, 활력, 힘 총 5가지의 기본 능력치 관련 마테리아는 삭제되었다.)
등급으로는 마테리아, 마테리라, 마테리다, 마테리가, 마테리쟈, 하이마테리쟈, 메가마테리쟈, 엑스마테리쟈가 존재한다. 마테리아가 가장 낮은 능력치 보정값을 가지고 있으며 5.0 시점으로 가장 등급이 높은 마테리쟈인 엑스마테리쟈는 가장 높은 능력치 보정값을 갖고 있다.
비활성 클러스터, 비활성 다면 클러스터, 비활성 별모양 클러스터는 마테리아 교환원에게서 각각 원하는 전투 계열 하이마테리쟈, 메가마테리쟈, 엑스마테리쟈로 교환할 수 있다.
비활성 크리스탈, 비활성 다면 크리스탈, 비활성 별모양 크리스탈은 마테리아 교환원에게서 각각 원하는 비전투 계열 하이마테리쟈, 메가마테리쟈, 엑스마테리쟈로 교환할 수 있다.

## 총사령부

#### 흑와단
림사 로민사의 총사령부. 수장은 멜위브 블루피쉰 제독.

#### 쌍사당
그리다니아의 총사령부. 수장은 카느 에 센나.

#### 불멸대
울다하의 총사령부. 수장은 라우반 알딘 국장.

## 월드 서버

### 한국 서버
- 모그리
- 초코보
- 카벙클
- 톤베리

### 일본 데이터 센터
| - Aegis - Atomos - Carbuncle - Garuda - Gungnir - Kujata - Ramuh - Tonberry - Typhon - Unicorn | - Alexander - Bahamut - Durandal - Fenrir - Ifrit - Ridill - Tiamat - Ultima - Valefor - Yojimbo - Zeromus | - Anima - Asura - Belias - Chocobo - Hades - Ixion - Mandragora - Masamune - Pandaemonium - Shinryu - Titan |

### 북미 데이터 센터
| - Adamantoise - Balmung - Cactuar - Coeurl - Faerie - Gilgamesh - Goblin - Jenova - Mateus - Midgardsormr - Sargatanas - Siren - Zalera | - Behemoth - Brynhildr - Diabolos - Excalibur - Exodus - Famfrit - Hyperion - Lamia - Leviathan - Malboro - Twintania - Ultros |

### 유럽 데이터 센터

#### Chaos
- Cerberus
- Lich
- Louisoix
- Moogle
- Odin
- Omega
- Phoenix
- Ragnarok
- Shiva
- Zodiark

## 벤치마크
『파이널 판타지 XIV：신생 에오르제아』에서는 현재 「월드 편」라고 이름이 붙은 윈도 전용 벤치마크 소프트가 준비되어 있다.
윈도, 가상 풀 스크린, 풀 스크린의 3가지 표시를 지원하며, 공식 사이트에서 다운로드 가능하다.
『파이널 판타지 XIV：홍련의 해방자』 버전의 벤치마크는 이곳에서 다운로드할 수 있다.

## 에오르제아
이야기의 무대가 되는 알데나드 소대륙과 주변에 존재하는 섬들의 총칭, 또는 도시국가 집단의 문명권.
림사・로민사(LIMSA LOMINSA)
내해 로타노 해(海)에 떠 있는 섬 바일브랜드. 그 남부를 다스리는 해양도시국가.
해안 인근에 흩어져 있는 무수한 작은 섬과 암초에 걸쳐 건설된 철교와 석회석 집들이 즐비하다.
주된 산업은 어업, 조선업, 대장장이와 해군. ｢제독｣이라고 불리는 도시민들로부터 선출된 대표의 밑에서 강력한 해군을 운용하고 있다.
에오르제아 근처 바다의 제해권을 장악하고 있던 해적들로 인해 많은 문제가 있었지만, 현재는 제독인 멜위브 블루피쉰이 강력한 정책을 펼쳐 해적들을 통제하고 있다.
항해의 여신 리믈렌을 수호신으로 모신다.
플레이어의 시작 도시중 하나.
그리다니아(GRIDANIA)
작은 대륙 알데나드의 동부, 울창한 삼림과 하천을 다스리는 전원 도시국가.
내부에 흐르는 무수한 운하에 접해 만들어진 수차와 거대한 목조 건축물들을 볼 수 있다
주된 산업은 임업(林業)과 농업, 목공업에 피혁업(皮革業).
귀곡부대(鬼哭隊)를 시작으로 강력한 레인져 부대를 상시 운용해 삼림을 정찰하고 도시를 보호하고 있다.
수호신은 공식적으로는 풍요(豊穣)의 여신 노피카로 되어있으나, 실질상으로는 카느 에 센나를 중심으로 뿔의 아이가 전하는 정령 신탁에 의해 국정이 운영된다.
플레이어의 시작 도시 중 하나.
울다하(UL'DAH)
작은 대륙 알데나드의 남부, 황량한 암석 사막 지대를 다스리는 교역 도시국가.
높은 방벽 안쪽에 북적거리는 투기장과 오락장 등 여흥 시설이 있다. 그리고 중심부의 돔 형태의 왕성에 의해 거리의 외관이 형성되어 있다.
주 산업은 상업과 광업(鉱業)과 섬유업.
공식적으로는 뼈대있는 울다하 왕족의 여왕을 원수로 모시지만 실제로는 모래 전갈회(砂蠍,사카츠) 무리로 불리는 여섯 명의 보스들에 의한 과두제.
두가지 얼굴을 가진 장사의 신 날달을 수호신으로 모시며, 동쪽과 서쪽에 대예배당이 있다.
플레이어 시작 도시 중 하나.
이슈가르드
오랜 세월에 걸쳐 드래곤 족과의 전쟁을 계속해 온 국가로 용기사가 많다. 신생 에오르제아 시점에서는 타국과의 국교를 단절하고 있으며 도시 외부의 일부 사람들과의 교류만 행해진다. 창천의 이슈가르드(HEAVENSWARD)에서의 주 무대.
갈레말 제국
에오르제아를 통일하려 각국을 침략하고 있는 군사 국가.
지배 민족인 갈레안 족은 선천적으로 마법을 쓰지 못하는 이가 많아, 고도의 기술력으로 마법을 대체하는 「마도 기술」이 보급되어 있다.
제 7영재(霊災) 후, 망명한 갈레안 인들에 의해 「마도기술」도 점차 에오르제아에 보급되고 있는 모양.
알라미고
갈레말 제국의 식민지로 변한 옛 왕정국가.
운 좋게 제국으로부터 도망친 난민이 각국에 존재하는 한 편, 제국 영토가 된 알라미고에서 박해를 받고 있는 사람들도 있다.
4.0 STORMBLOOD에서의 주 무대.

#### 동방지역
쿠가네를 비롯한 동방지역의 국가들.
제국의 식민지가 된 도마의 이야기를 담고있다.

## 노르브란드
5.0 패치인 칠흑의 반역자에서 추가된 지역
크리스타리움
레이크랜드에 위치한 모험가들의 거점. 거대한 크리스탈(크리스탈 타워) 주변에 세워진 마을이다.
율모어
제1세계에 위치한 도시로 외형은 림사 로민사와 유사한 느낌이 있다. 오직 선택받은 사람만 들어갈 수 있다.
일 메그
요정 픽시족이 있는 지역으로 새 야만족 퀘스트가 이 지역에서 진행된다. 원초세계의 커르다스에 대응하는 지역으로 추정된다.
라케티카 대삼림
나무 위에서 생활하는 새로운 문명. 원초세계의 검은장막 숲으로 추정된다.

## 종족
하이랜더 여성 및 미코테 남성, 루가딘 여성에 관해서는 『신생 FFXIV』부터 선택이 가능해졌다.
- 휴런(Hyuran) 성우 - 나카무라 유우이치(中村悠一)/스가야 야요이(菅谷弥生)
  - 중원 부족(Midland)
  - 고원 부족(Highlander)
- 미코테(Miqo'te)성우 - 타나카 리에(田中理恵)
  - 태양의 추종자(Seekers of the Sun)
  - 달의 수호자(Keepers of the Moon)
- 라라펠(Lalafell）
  - 평원 부족(Plainsfolk)
  - 사막 부족(Dunesfolk)
- 엘레젠(Elezen)
  - 숲 부족(Forester)
  - 황혼 부족(Shader)
- 루가딘(Roegadyn)
  - 바다늑대(Seewolf)
  - 불꽃지킴이(Lohengarde)
- 아우라(Au Ra)
  - 아우라 렌(Raen)
  - 아우라 젤라(Xaela)
- 비에라
- 로스갈
- 기타(야만족) (볼드체은 야만족 퀘스트 유무)
  - 아말쟈 족
  - 이크살 족
  - 키키룬 족
  - 코볼트 족
  - 고블린 족
  - 사하긴 족
  - 실프 족
  - 모그리 족
  - 그니스 족
  - 바누바누 족
  - 코우진 족
  - 아난타 족
  - 나마즈오 족

## 수호신
- 할로네
- 메느피나
- 살리아크
- 니메이아
- 리믈렌
- 오쉬온
- 비레고
- 랄거
- 아제마
- 날달
- 노피카
- 알디크

## 평가
| 평가 |                     |
| --- | ------------------- |
| 통합 점수 통합사 점수 게임랭킹스 50% (22 reviews) [ 19 ] 메타크리틱 49/100 (26 reviews) [ 20 ] 평론 점수 평론사 점수 1UP.com D+ [ 21 ] CVG 6.2/10 [ 22 ] 유로게이머 5/10 [ 23 ] 게임스팟 4/10 [ 24 ] 게임스파이 [ 25 ] 게임트레일러스 4.2/10 [ 26 ] IGN 5.5/10 [ 27 ] PC 게이머 (US) 30% [ 28 ] |                     |
| 통합 점수 |                     |
| 통합사 | 점수                |
| 게임랭킹스 | 50% (22 reviews)    |
| 메타크리틱 | 49/100 (26 reviews) |
| 평론 점수 |                     |
| 평론사 | 점수                |
| 1UP.com | D+                  |
| CVG | 6.2/10              |
| 유로게이머 | 5/10                |
| 게임스팟 | 4/10                |
| 게임스파이 | [ 25 ]              |
| 게임트레일러스 | 4.2/10              |
| IGN | 5.5/10              |
| PC 게이머 (US) | 30%                 |

## 인용 자료
1. ↑  FF14가 압도적인 영향력을 보이는 9월 아키바(+D PC USER, 2010년 10월 6일)
2. ↑  고난의 항해「FINAL FANTASY XIV」. 개발/운영 문제, 앞으로 어떻게 처리할 것인가(4Gamer.net, 2010년 11월 13일)
3. 1 2  “파이널 판타지 XIV를 이용해주시는 고객님들에게 중요한 메세지”. 스퀘어 에닉스. 2010년 12월 10일. 2010년 12월 11일에 원본 문서에서 보존된 문서. 2010년 12월 10일에 확인함.
4. ↑  “현행 FFXIV의 월드 재가동에 관해(2012/11/20)”. 2013년 1월 31일에 원본 문서에서 보존된 문서. 2013년 6월 20일에 확인함.
5. ↑  “시대의 종언”트레일러 보관됨 2013-01-17 - 웨이백 머신(lodestone)
6. ↑  소켄 마사요시(祖堅正慶)(FF14사운드 디렉터)의 트위트(2012년 9월 14일 - 10:16)
7. ↑  근성판 『FFXIV』 최후의 날(패미통.com 「에오르제아 통신 blog」, 2012년 11월 15일)
8. ↑  파이널 판타지 XIV:신생 에오르제아 “베타 테스트 로드 맵”(Lodestone, 2012년 12월)
9. ↑  신생 파이널 판타지 XIV현행 운영 및 신생 클라이언트 개발 간이 로드맵 보관됨 2012-10-21 - 웨이백 머신(Lodestone, 2011년 10월)
10. ↑  「제 5회 프로듀서 LIVE」의 동영상과 Q&A를 공개！ (2013/03/06)(Lodestone, 2013년 3월)
11. ↑  [http://game.watch.impress.co.jp/docs/news/20121127_575537.html 스퀘어 에닉스 「스퀘어 에닉스 오픈 컨퍼런스 2012」
요시다 나오키(吉田直樹)씨가 「FFXIV」를 고쳐 만드는 이유를 말하다](GameWatch, 2012년 11월)
12. ↑  신직업 「파술사(巴術士)」와 「소환사(召喚士)」가 발표되었다, 「파이널 판타지 XIV：신생 에오르제아 스페셜 토크쇼」리포트(2012년 9월)
13. ↑  파이널 판타지 XIV의 무료기간을 30일간 연장에 관해 보관됨 2010-11-24 - 웨이백 머신(FF14 공식 사이트, 2010년 10월 15일)
14. ↑  파이널 판타지 XIV의 무료 기간 연장에 관해 보관됨 2010-12-19 - 웨이백 머신(FF14공식 사이트, 2010년 11월 15일)
15. ↑  GameTrailers Game of the Year Awards 2010 Most Disappointing Game(GameTrailers)
16. ↑  “파이널 판타지 XIV의 미래에 관해(2011/10/14)”. 2012년 11월 9일에 원본 문서에서 보존된 문서. 2013년 6월 20일에 확인함.
17. ↑  스퀘어 에닉스 신생 「파이널 판타지 XIV」타이틀도 로고도 새롭게！ 최신 트레일러 무비도 공개!!(GAME Watch, 2012년 7월 27일)
18. ↑  『파이널 판타지 XIV』최종 세이브 후의 세계 2일째의 모습을 리포트 에오르제아에 엄청난 일이！(패미통.com, 2012년 11월 2일)
19. ↑  “Final Fantasy XIV Online (PC)”. GameRankings. 2014년 11월 13일에 원본 문서에서 보존된 문서. 2012년 7월 5일에 확인함.
20. ↑  “Final Fantasy XIV Online for PC”. 《Metacritic》. 2015년 6월 7일에 원본 문서에서 보존된 문서. 2012년 7월 5일에 확인함.
21. ↑  Vreeland, Michael (2010년 10월 18일). “Final Fantasy XIV Review”. 《1UP.com》. 2015년 8월 10일에 원본 문서에서 보존된 문서. 2010년 10월 20일에 확인함.
22. ↑  Fear, Ed (2010년 11월 11일). “Final Fantasy XIV Review”. 《Computer and Video Games》. 2012년 8월 23일에 원본 문서에서 보존된 문서. 2015년 8월 10일에 확인함.
23. ↑  Superb, Egon (2010년 12월 23일). “Final Fantasy XIV Online”. 《Eurogamer》. 2015년 4월 27일에 원본 문서에서 보존된 문서. 2015년 8월 10일에 확인함.
24. ↑  VanOrd, Kevin (2010년 10월 6일). “Final Fantasy XIV Online Review”. 《GameSpot》. 2014년 3월 14일에 원본 문서에서 보존된 문서. 2015년 8월 10일에 확인함.
25. ↑  Manion, Rory (2010년 10월 11일). “Final Fantasy XIV Review”. GameSpy. 2014년 12월 7일에 원본 문서에서 보존된 문서. 2010년 10월 20일에 확인함.
26. ↑  “Final Fantasy XIV Review”. 게임트레일러스. 2010년 10월 8일. 2014년 8월 25일에 원본 문서에서 보존된 문서. 2015년 8월 10일에 확인함.
27. ↑  Onyett, Charles (2010년 10월 11일). “Final Fantasy XIV Review”. 《IGN》. 2010년 10월 1일에 원본 문서에서 보존된 문서. 2015년 5월 23일에 확인함.
28. ↑  Senior, Tom (2010년 10월 18일). “Final Fantasy XIV review”. 《PC Gamer》. 2015년 8월 10일에 원본 문서에서 보존된 문서. 2010년 10월 20일에 확인함.